# Disepalum petelotii
Disepalum petelotii är en kirimojaväxtart som först beskrevs av Elmer Drew Merrill, och fick sitt nu gällande namn av David Mark Johnson. Disepalum petelotii ingår i släktet Disepalum och familjen kirimojaväxter. IUCN kategoriserar arten globalt som livskraftig. Inga underarter finns listade i Catalogue of Life.